# Afif Jebali
Pour les articles homonymes, voir Jebali.
Afif Jebali, né le 10 janvier 2000 à Tunis, est un footballeur tunisien. Il évolue au poste de défenseur à Anwar Al-Abyar (en).

## Biographie
Formé à l'Espérance sportive de Tunis, il dispute son premier match avec les professionnels le 10 février 2019 à Gabès, contre l'Avenir sportif de Gabès. Il joue son premier match en Ligue des champions de la CAF le 16 mars 2019, contre le FC Platinum au Zimbabwe (victoire de l'EST sur le score de 1-2).

## Statistiques
| Saison                | Club                        | Championnat           | Championnat | Championnat | Coupe(s) nationale(s) | Coupe(s) nationale(s) | Supercoupe | Supercoupe | Compétition(s) continentale(s) | Compétition(s) continentale(s) | Compétition(s) continentale(s) | Total | Total |
| Saison                | Club                        | Division              | M.          | B.          | M.                    | B.                    | M.         | B.         | Comp.                          | M.                             | B.                             | M.    | B.    |
| 2018-2019             | ES Tunis                    | 1                     | 4           | 0           | 0                     | 0                     | 0          | 0          | C1                             | 1                              | 0                              | 5     | 0     |
| 2019-2020             | CS Hammam Lif               | 1                     | 8           | 0           | 1                     | 0                     | 0          | 0          | -                              | 0                              | 0                              | 9     | 0     |
| 2020-2021             | Étoile sportive de Métlaoui | 1                     | 15          | 0           | 0                     | 0                     | 0          | 0          | -                              | 0                              | 0                              | 15    | 0     |
| 2024-2025             | Al-Bashayer (lt)            | 1                     | 4           | 0           | 0                     | 0                     | 0          | 0          | -                              | 0                              | 0                              | 4     | 0     |
| Total sur la carrière | Total sur la carrière       | Total sur la carrière | 31          | 0           | 1                     | 0                     | 0          | 0          | -                              | 1                              | 0                              | 33    | 0     |

## Palmarès
- Champion de Tunisie en 2019 avec l'Espérance sportive de Tunis